# Agrotis lassa
Agrotis lassa är en fjärilsart som beskrevs av Swinhoe 1886. Agrotis lassa ingår i släktet Agrotis och familjen nattflyn. Inga underarter finns listade i Catalogue of Life.